# Mairegen
Mairegen ist das 25. deutsche Studioalbum des deutschen Liedermachers Reinhard Mey und erschien am 7. Mai 2010 bei EMI.

## Inhalt
Das Album enthält gefühlvolle und ruhige Lieder, die vom Alltag (Antje und Das erste Mal) und Geschichten aus Meys Kindheit (Gute Seele, Rotten Radish Skiffle Guys und Das Butterbrot) erzählen.
Auch kritisiert Mey in Larissas Traum Castingshows wie Deutschland sucht den Superstar.
In den Liedern Drachenblut und Ficus Benjamini singt er über seinen ins Wachkoma gefallenen Sohn Maximilian. In diesem Lied schlägt er einen Bogen zu seinem früheren Werk Du bist ein Riese, Max!, indem er die dort verwendeten Bilder wieder aufgreift. Der Liedermacher schlägt in seinem Lied Spring auf den blanken Stein einen Bogen von eigenen Kindheitserinnerungen zu seinem kranken Sohn. Einige Lieder erzählen auch von Hoffnung, wie die Lieder Mairegen und Gegen den Wind. Für seine Frau Hella verfasste Reinhard Mey das Lied Wir sind eins und das Thema Fliegerei findet im Lied Nachtflug seinen Platz, das er seinem ältesten Sohn Frederik widmete.
Mit Konstantin Wecker singt er das Lied Was keiner wagt als Bonustrack. Es stammt von Weckers Album Zugaben.
Zum Lied Mairegen wurde Reinhard Mey – laut Booklet – durch das Gedicht Mairegen macht, daß man größer wird von August Heinrich Hoffmann von Fallersleben inspiriert.

## Entstehungsgeschichte
Den größten Teil der Lieder schrieb Mey in der Zeit, in der sein Sohn im Wachkoma lag. Dieser Schicksalsschlag begründet, warum die Lieder einen sehr persönlichen Bezug haben und nachdenklich stimmen.

## Rezeption
Artur Schulz schrieb auf Laut.de, „absolute Ausnahme-Tracks“ fänden sich auf Mairegen nicht. Doch seien die Stücke mit seiner „ganz eigenen, unverwechselbaren Hand- und Hörschrift versehen“. Die Redaktion vergab drei von fünf Sternen. Die Mitteldeutsche Zeitung nannte Mairegen „das vielleicht bewegendste Musikalbum dieses Frühjahrs“, das musikalisch aber „weitgehend auf eher eingefahrenen ‚Mey-Wegen‘“ bliebe.

## Titelliste
1. Antje – 5:08
2. Das erste Mal – 6:00
3. Gegen den Wind – 3:47
4. Gute Seele – 6:01
5. Ficus Benjamini – 4:51
6. Nachtflug – 4:10
7. Drachenblut – 4:09
8. Mairegen – 3:19
9. Rotten Radish Skiffle Guys – 3:45
10. Larissas Traum – 4:53
11. Spring auf den blanken Stein – 3:46
12. Das Butterbrot – 4:57
13. Wir sind eins – 4:10
14. Was keiner wagt – 2:05 (von und mit Konstantin Wecker)

## Auszeichnungen
Das Album erhielt 2010 Gold.
Das Album war für den Echo 2011 in der Kategorie National Rock/Pop nominiert.
Bei Reinhard Meys Auftritt in Köln am 27. Oktober 2011 im Rahmen seiner Mairegen-Tournee erhielt er für sein Album vier Goldene Schallplatten.